# Nevado de Toluca
Nevado de Toluca je veliki stratovulkan u središnjem Meksiku, koji se nalazi oko 80 kilometara zapadno od Mexico Cityja u blizini grada Toluca. Obično se navodi kao četvrti najveći meksički vrh, nakon Pico de Orizaba, Popocatepetla i Iztaccíhuatla, iako je prema nekim mjerenjima, Sierra Negra nešto viša.
Vulkan ima 1,5 km široki krater koji je otvoren prema istoku. Najviši vrh je Pico del Fraile s 4680 metara koji se nalazi na jugozapadnoj strani kratera. Drugi po visini je Pico del Aguila s 4640 metara koji se nalazi na sjeverozapadu. Postoje dva kraterska jezera na oko 4200 metara nadmorske visine, veće Lago del Sol i manja ali dublje Lago de la Luna. Posljednja velika erupcija Nevado de Toluca dogodila se 10.500 godina prije sadašnjosti. Prema procjenama buduća velika erupcija mogla bi poremetiti živote 30 milijuna ljudi sada žive u okolici. Postoji cesta koja vodi skoro do jezera, pa je ovo možda i najdostupniji veliki meksički vrh.